# Torsten Amft
Torsten Amft (tên tiếng Đức 14 tháng 1 năm 1971 tại Leipzig, Đức là một nhà thiết kế thời trang nổi tiếng quốc tế. 
Ông đã sống và làm việc tại Berlin, New York và Tokyo. Năm 2000 ông đạt giải thưởng Lexton thời trang ở New York City.

## Tiểu sử
Torsten Amft sống và làm việc ở Berlin (trụ sở chính) từ năm 1991. Ông học về thiết kế thời trang ở Zurich (Thụy Sĩ) và bắt đầu thiết kế cùng với Ernesto Aligieri ở Roma (Ý). Năm 2000, Amft giành giải thưởng thời trang "Lexton" ở New York City. Nhiều nhân vật nổi tiếng (như Montell Jordan, Holly Johnson và Bryan Adams) yêu thích các mẫu thiết kế thời trang của ông. Amft đã sáng tạo ra mẫu "Elitist Futurism" và ông đã nỗ lực giới thiệu nó ra trước giới thời trang toàn cầu. Trước khi Amft thiết kế quần áo, ông từng là người mẫu cho Helmut Newton, Herb Ritts và Gianni Versace. Hiện tại ông là Giám đốc Sáng tạo của thương hiệu thời trang Amft.